# Jean-Pierre Guillebaud

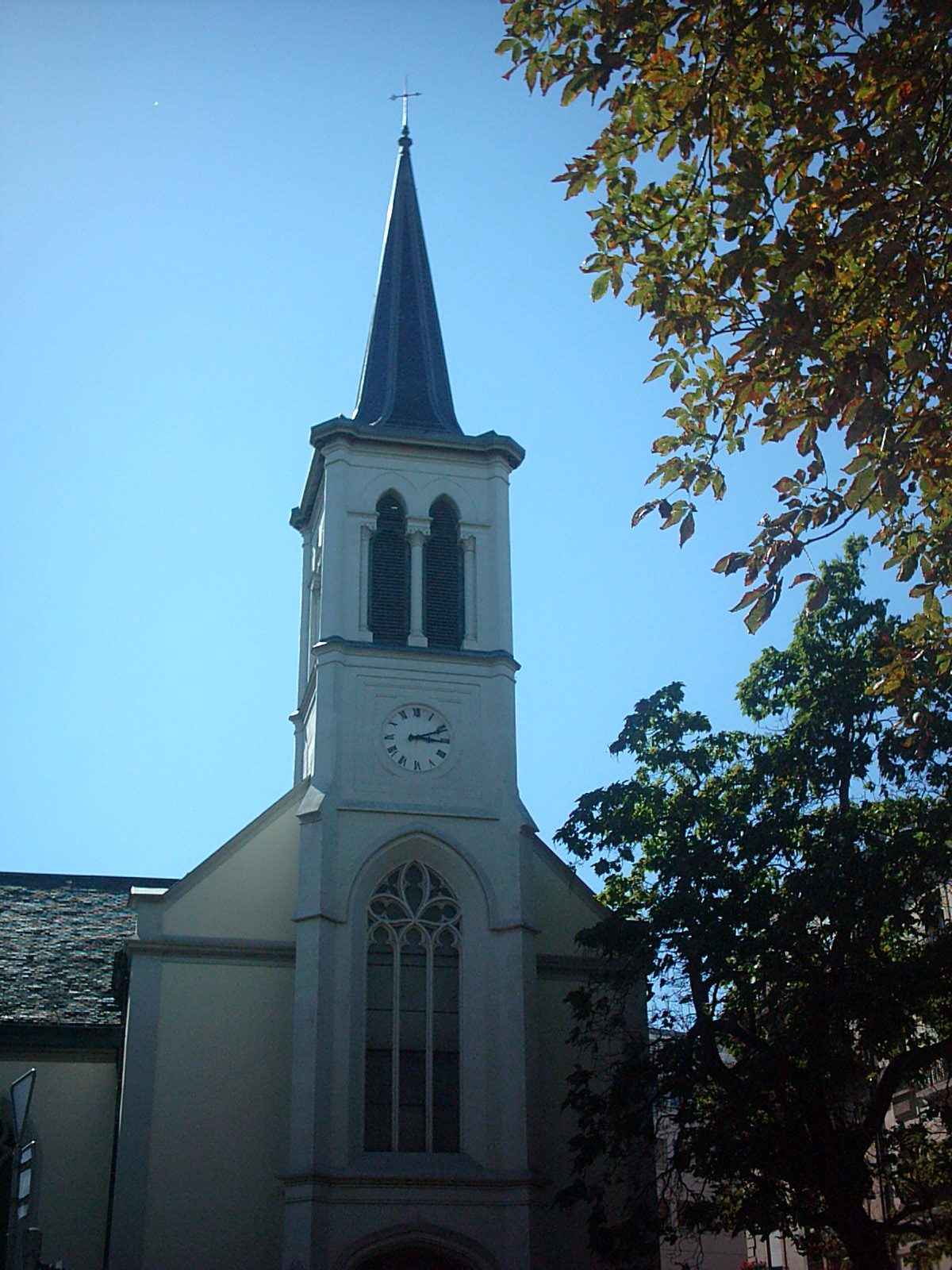
Die Kirche in Plainpalais, 1846–1847

Jean-Pierre Guillebaud (* 2. Dezember 1805 in Genf; † 2. Mai 1888 ebenda) war ein Schweizer Architekt.

## Leben und Wirken
Jean-Pierre Guillebaud war der Sohn eines Schreiners und Bruder der Schweizer Malerin Amile-Ursule Guillebaud.
Guillebaud besuchte die École d’Architecture in Genf und die École des Beaux Arts in Paris, dort als Schüler von Louis-Pierre Baltard. Es folgte 1831 bis 1832 eine Italienreise.
Als festangestellter Architekt der Société économique wurde er mit den meisten Schulhausbauten, Kirchenrenovierungen und anderen öffentlichen Bauten des Kantons Genf beauftragt. 1848 gründete er zusammen mit Jean-Daniel Blavignac die Standesvertretung der Architekten, die Société des Architectes de Genève.

## Werke (Auswahl)

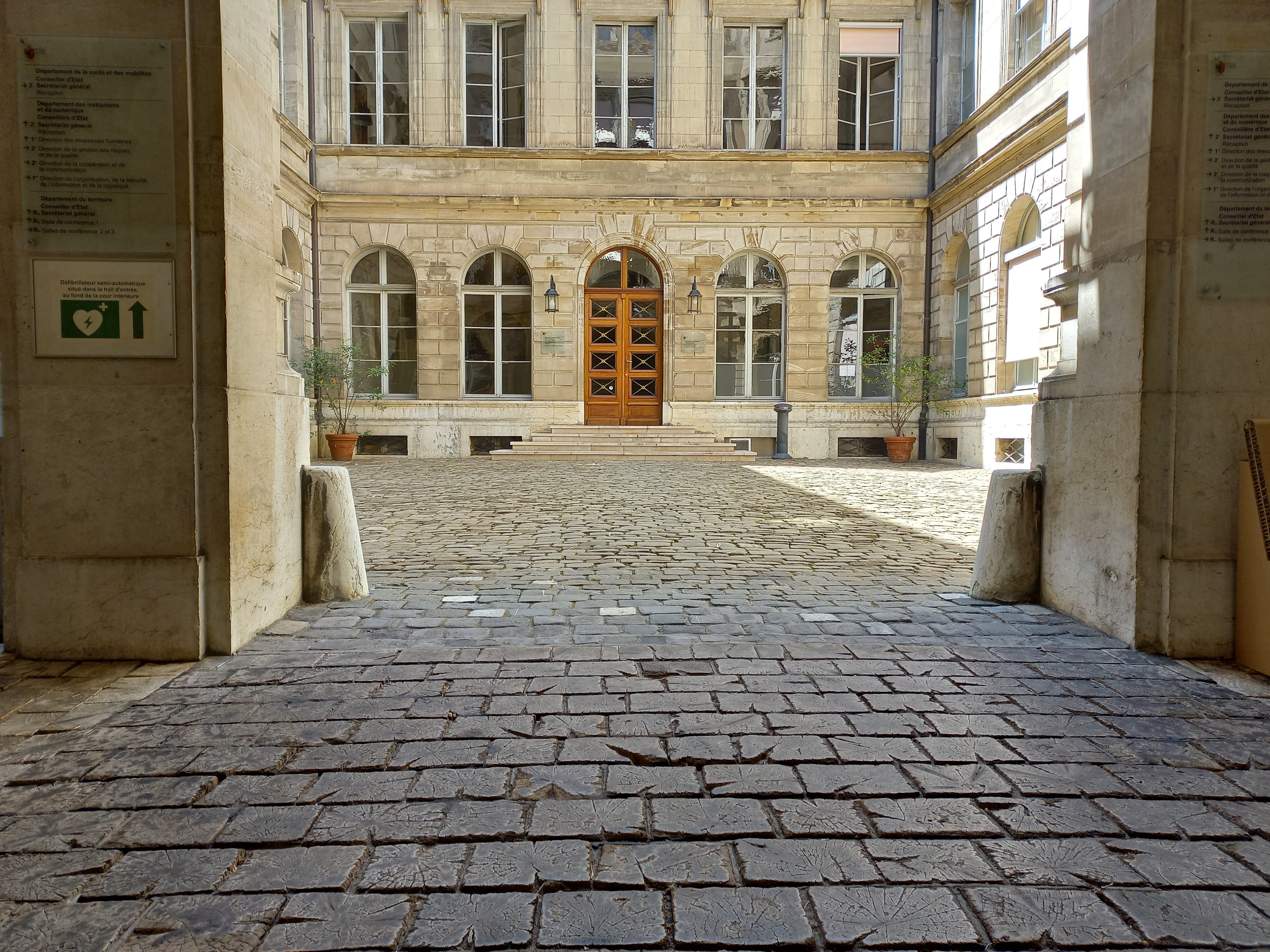
Herrenhaus, rue de l’hôtel de ville 14, Genf, 1840–1842

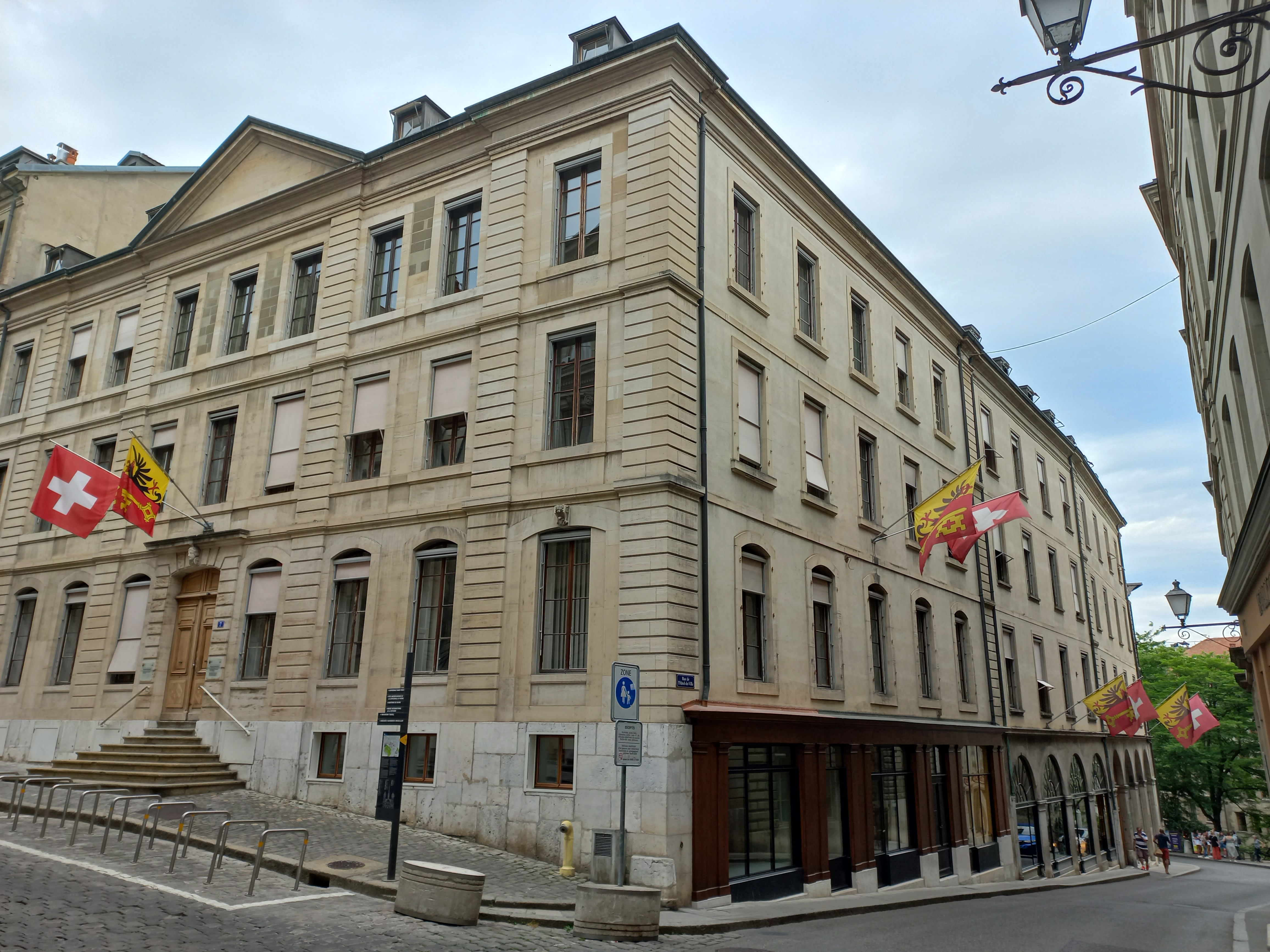

- Protestantische Kirche, Plainpalais, 1846–1847
- Wohngebäude Quai du Mont-Blanc, Genf, 1850–1851
- Katholische Kirche, Versoix, 1839–1842
- Herrenhaus, gebaut für den Physiker und Politiker Auguste de La Rive, rue de l’hôtel de ville 11 und 14, Genf, 1840-1842